# Empty-Legs-Flug
Der Empty-Legs-Flug (deutsch „Flugstrecke mit leerem Flugzeug“; auch Empty-Legs) ist in der Luftfahrt der Anglizismus für einen Leerflug, bei dem aus transportlogistischen Gründen die kommerziell nutzbare Transportkapazität eines Verkehrsflugzeugs an einem anderen Standort benötigt wird. 

## Allgemeines
Eine Teilstrecke zwischen Start- und Zielort, die das fliegende Personal an einem Tag zurücklegen muss, wird englisch Leg genannt. Geschieht dies als Leerflug ohne Passagiere und/oder Frachtgut (englisch empty), so wird von einem Empty-Legs-Flug gesprochen.

## Arten
Es gibt folgende Arten von Leerflügen:
| Leerflug            | Zweck |
| ------------------- | --- |
| Dead-Head-Flug      | die Beförderung fliegenden Personals als Passagiere von oder zu einem Einsatzort                                                     |
| Empty-Legs-Flug     | Die Leerkapazität wird an einem anderen Standort benötigt                                                                            |
| Positionierungsflug | ein Flugzeug wird an den Standort der Nachfrage geflogen                                                                             |
| Überführungsflug    | ein neues oder gebrauchtes Flugzeug wird vom Hersteller oder Voreigentümer an den Erwerber, z. B. eine Fluggesellschaft ausgeliefert |

Bei Verkehrsflugzeugen tritt diese Art eher selten auf, häufiger dagegen bei Privatflugzeugen und anteilig geleasten Maschinen. Zu Beginn der Hauptsaison oder in der Nebensaison kann es jedoch in Flugzielen des Massentourismus dazu kommen, dass Flugzeuge beim Hinflug voll ausgelastet sind, aber den Rückflug mangels Nachfrage leer oder gering ausgelastet antreten. 
Auch der Überführungsflug ist ein Leerflug, bei dem ein neues Flugzeug vom Hersteller oder ein gebrauchtes Flugzeug vom Voreigentümer oder Händler an seinen vorgesehenen Standort gebracht oder abgeholt wird.
Bei einem Dead-Head-Flug wird fliegendes Personal aus Gründen der Personalkapazität zu einem anderen Flughafen geflogen oder von dort abgeholt. Für das Personal ist der Dead-Head-Flug eine Dienstreise.

## Wirtschaftliche Aspekte
Regelmäßig kommen Empty-Legs-Flüge beim Einsatz von Geschäftsreiseflugzeugen vor. Bei Verkehrsflugzeugen sind sie eher selten, da jede Flugbewegung möglichst voll ausgelastet werden soll. Häufiger treten sie bei Charterfluggesellschaften auf, wenn die ersten Gäste zu saisonal angeflogenen Zielen gebracht werden oder die letzten Gäste wieder zurückfliegen. Beispielsweise werden viele kleine Flughäfen auf Inseln in der Ägäis nur vom Frühjahr bis Ende Oktober von internationalen Fluggesellschaften bedient.